# Bockum (Rehlingen)
Bockum ist einer von fünf Ortsteilen der Gemeinde Rehlingen im südwestlichen Zipfel des Landkreises Lüneburg in Niedersachsen.

## Geografie

### Geografische Lage
Bockum liegt an der Mündung des Heideflusses Ehlbeck in die Lopau, einen Nebenfluss der Luhe. Westlich von Bockum liegt die in weiten Teilen zum Truppenübungsplatz Munster Nord gehörende Raubkammer, eines der größten Waldgebiete in Niedersachsen.

### Gemeindegliederung
Als Ortsteil der Gemeinde Rehlingen gehört Bockum zur Samtgemeinde Amelinghausen.

## Geschichte
Im Bruch um Bockum soll der Überlieferung nach im Mittelalter der Raubritter Moritz von Zahrenhusen seine Burg gehabt haben.

### Einwohnerentwicklung
| Jahr      | 1848 | 1910 |
| --------- | ---- | ---- |
| Einwohner | 46   | 51   |

## Kultur und Infrastruktur
In den renovierten Gebäuden des Hofguts und der stillgelegten Wassermühle ist seit 1985 der SOS-Hof Bockum, eine Einrichtung zur sozialen Integration von Menschen mit geistiger Behinderung, untergebracht. Des Weiteren ist dort der NaturCampus Bockum zu finden.